# Коњари (Солун)
Коњари или Ђундулар (грч. Ανατολικό, Анатолико) је насељено место у општини Делта у периферији Средишња Македонија, Грчка. Према попису из 2021. године било је 2.409 становника.
Према бугарском географу и историчару, Василу Канчову, у Коњару је 1900. године живело 1.220 Словена хришћана. Македонски историчар Тодор Симовски, 1998. године наводи да су Коњари словенско насеље.